# Star Wars: Republic Commando: Order 66
Star Wars: Republic Commando: Order 66 — видеоигра в жанре тактического шутера, действие которой происходит во вселенной «Звёздных войн», сиквел игры Star Wars: Republic Commando. Разработана Magellan Interactive на Java, издана компанией THQ Wireless 30 августа 2005 эксклюзивно для мобильных платформ.

## Геймплей
Игрок, управляющий отрядом из трёх республиканских клонов-коммандос, последовательно проходит пять локаций, каждая из которых представляет одну из планет галактики и включает в себя три подуровня. В процессе прохождения первых четырёх локаций игрок уничтожает дроидов КНС, сталкиваясь в финале каждой с джедаем. Финальная локация посвящена зачистке Храма джедаев; при этом игрок может выбрать молодого Дарта Вейдера (Энакина Скайуокера) в качестве игрового персонажа.
Игрок выбирает тип каждого из членов отряда перед началом миссии. Первоначально доступны бойцы двух специализаций, однако по мере прохождения открываются дополнительные типы (каждый из которых отличается характеристиками и вооружением), количество которых в финале доходит до шести (включая Вейдера). Члены отряда не имеют ИИ, находясь под непосредственным контролем игрока и двигаясь синхронно, однако имеют собственные шкалы здоровья и скорострельность; игрок имеет возможность в любой момент менять построение отряда и позиции клонов в строе.

## Сюжет
Сюжет игры разворачивается параллельно сюжету кинофильма «Звёздные войны. Эпизод III: Месть ситхов». После получения «приказа 66» отряды республиканских клонов-коммандос, как и другие бойцы-клоны, на разных планетах параллельно выполняют ликвидацию джедаев, без исключения объявленных опасными изменниками, подлежащими немедленной казни. Целями подконтрольных игроку отрядов являются несколько ключевых фигур Ордена: Пло Кун, находящийся на планете Кейто Неймодия; Ки-Ади-Мунди на планете Миджето; Оби-Ван Кеноби на планете Утапау; Йода на планете Кашиик. Помимо этого, коммандос совместно с Дартом Вейдером участвуют в штурме Храма джедаев на Корусанте.